# Бурго, Эммануэль
Эммануэль Бурго (фр. Emmanuel Bourgaud; род. 25 октября 1987, Corné) — французский футболист, полузащитник клуба «Сомюр».

## Клубная карьера
В возрасте 11 лет был приглашен в молодёжную академию клуба «Анже». В 2005 году стал игроком основного состава. После нескольких сезонов в Лиге 2, Бурго был отдан в аренду в команду «Кретей» из Лиги 3. В межсезонье 2011 года подписал контракт с клубом «Вандея Пуар-сюр-Ви». За три сезона Бурго сыграл в 98 матчах и забил 18 голов. Летом 2014 стал игроком «Кольмар». Через год подписал контракт с командой «Амьен», которая выступала в Лиги 3.
В своем первом сезоне за «Амьен» Бурго помог клубу занять 3-е место в Лиге 3 и выйти в Лигу 2, сыграв в 32 матчах и забив в 6 голов. В следующем сезоне клуб занял 2-е место в Лиге 2, что позволило клубу вновь выйти в дивизион выше. 19 мая 2017 года, в последней игре сезона Бурго забил победный гол на последних секундах дополнительного времени, который позволил клубу с шестого места подняться на второе.

## Достижения
- Вице-чемпион Лиги 2: 2016/17